# Манке (Козенца)
Манке је насеље у Италији у округу Козенца, региону Калабрија.
Према процени из 2011. у насељу је живело 148 становника. Насеље се налази на надморској висини од 326 м.